# 스냅시드
스냅시드(Snapseed)는 사용자가 사진을 보정하고 디지털 필터를 적용할 수 있는 iOS 및 안드로이드용 사진 편집 애플리케이션이다. 닉 소프트웨어에서 만들었으며 현재 구글이 소유하고 있다.

## 역사
닉 소프트웨어는 원래 2011년 6월에 아이패드용 스냅시드를 출시했으며 애플에서 2011년 올해의 아이패드 앱으로 선정했다. 닉은 아이패드 버전의 성공에 힘입어 2011년 8월에 아이폰용 스냅시드를 출시했다. 나중에 2012년 2월 27일에 마이크로소프트 윈도우용 스냅시드가 발표되었다.
구글 인수 이후 2012년 12월 안드로이드용 스냅시드가 출시되었으며 스냅시드의 데스크톱 버전은 단종되었다.
2015년 4월 9일 닉은 iOS 및 안드로이드용 스냅시드 2.0을 출시하여 새로운 도구, 기능 및 새로워진 사용자 인터페이스를 제공했다.

## 특징
스냅시드 사용자는 스와이프 제스처로 사진을 편집하여 다양한 효과와 개선 사항을 선택할 수 있다. 또는 사용자는 색상 및 대비의 "자동" 조정을 선택할 수 있다. 스냅시드는 사용자의 수정 기록을 저장하고 이전 작업으로 리디렉션할 수 있다. 또한 기본 필터 및 편집 기능을 사용하여 필터 조합을 생성하고 저장할 수 있다. 특수 효과 및 필터 목록에는 드라마, 그런지, 빈티지, 중앙 초점, 프레임 및 기울기 이동(사진 크기 조정)이 포함된다. 사용자는 더 나은 품질의 편집을 위해 RAW 이미지를 가져올 수도 있다. 스냅시드 2.0은 렌즈 블러, 글래머 글로우, HDR 스케이프, 느와르와 같은 새로운 필터를 도입하는 동시에 더욱 명확한 사용자 인터페이스로 도구 부분을 다시 구성했다.